# 塔里木乡 (尉犁县)
塔里木乡，是中华人民共和国新疆维吾尔自治区巴音郭楞蒙古自治州尉犁县下辖的一个乡镇级行政单位。

## 行政区划
塔里木乡下辖以下地区：
塔里木村、园艺村、南海子村、库木库勒村、英库勒村、库万库勒村、博斯坦村、英努尔村、拜海提村、琼库勒村和东海子村。